# Salpen
Salpen (Thaliacea) zijn een klasse van in zee levende manteldieren.

## Kenmerken
Salpen bestaan in principe uit een doorzichtige mantel met aan twee kanten een opening, de in- en uitstroomsifo's, die gesloten kan worden met een klepje. Ze bezitten een grote, getraliede kieuwkorf (farynx), die zelf het grootste deel van het lichaam inneemt.

## Leefwijze
Salpen trekken zich samen en pompen zo water door hun lichaam. Daardoor kunnen ze zich voortbewegen en zich met planktondeeltjes voeden. Er worden twee generaties onderscheiden. De eerste is solitair en plant zich ongeslachtelijk voort, de andere komt voort uit de eerste, is kolonievormend en bestaat uit lange kettingen van zich geslachtelijk voortplantende individuen. Plaatselijk vormen salpen soms omvangrijke maar kortlevende populaties.
De algen die ze opeten hebben broeikasgassen opgenomen en zo slaan ze indirect de daarin gebonden kooldioxide op in de zeebodem. Een gemiddelde kolonie van deze dieren kan zo'n 4000 ton kooldioxide per nacht opnemen.

## Verspreiding en leefgebied
Deze familie komt wereldwijd voor in het plankton van de oceanen.

## Taxonomie
- Klasse: Thaliacea (Salpen)
  - Orde: Doliolida
    - Familie: Doliolidae
    -  Familie: Doliopsoididae

  - Orde: Pyrosomatida of Pyrosomida
    -  Familie: Pyrosomatidae of Pyrosomidae

  -  Orde: Salpida
    -  Familie: Salpidae

## Koraal
Salpen zijn een voedselbron voor roofvissen maar ook voor koraal. Dit werd onder meer vastgesteld in juli 2021 in de Directeursbaai ten oosten van Willemstad op Curaçao. Eerder was dit al gesignaleerd bij andere koraalsoorten in de Middellandse zee.